# شهرستان بیئیسکی
شهرستان بیئیسکی (به لاتین: Beysky District) یک شهرستان در روسیه است که در خاکاسیا واقع شده‌است.